# Mehmood Ahmad
Mehmood Ahmad (en ourdou : محمود احمد) est un homme politique pakistanais. 

## Biographie
Il est le seul membre du Tehreek-e-Labbaik Pakistan (TLP) à avoir été élu député (dans une assemblée provinciale) au cours des élections législatives de 2024,. 

## Résultats électoraux

### Élections provinciales
| 2018 (en) |  | Ind. | PP-47 Narowal-II (en) | 7 170  | 6,89  | 6e  | Battu |
| 2024      |  | TLP  | PP-55 Narowal-II (en) | 33 793 | 28,62 | 1er | Élu   |